# Héctor Ernesto Demarchi
Héctor Ernesto Demarchi fue un periodista argentino nacido el 6 de noviembre de 1948 y detenido-desaparecido el 5 de agosto de 1976, durante la dictadura militar autodenominada Proceso de Reorganización Nacional.

## Trayectoria
Fue corresponsal de Canal 13 de México, redactor de El Cronista Comercial y miembro del Comité Ejecutivo de la Asociación de Periodistas de Buenos Aires.
Renunció a su trabajo estable en dicho diario por el temor de resultar reprimido en cualquier momento por su actividad sindical.
Una calle de Villa Mercedes (San Luis) lleva su nombre.

## Desaparición
El 5 de agosto de 1976 debió concurrir a la sede del diario, en el centro de la ciudad, para cobrar una liquidación de sueldos.

Fue secuestrado por un grupo armado en inmediaciones de su lugar de trabajo, a media cuadra del edificio del Ministerio de Trabajo de la Nación, introducido en una camioneta Chevrolet cuyo número de chapa patente se tiene. Desde entonces se desconoce su paradero.
En el registro del CONADEP lleva el Legajo N° 802.